# Mikrotubulus

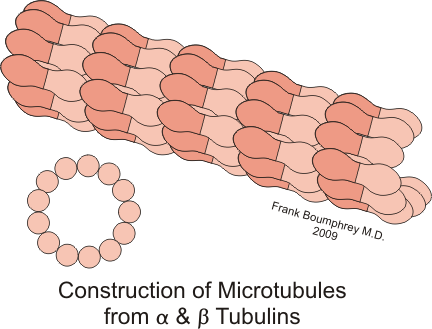
Mikrotubuli

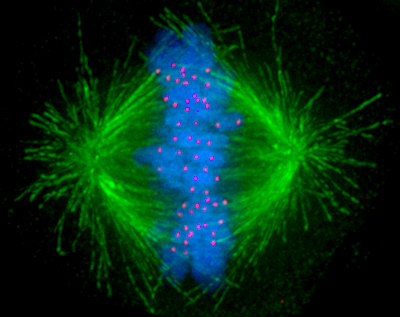
Mikrotubuli är grönt på bilden. De är viktiga komponenter i kärnspolen som under celldelningen delar upp kromosomerna (som är blå på bilden)

Mikrotubuli är polymerer av tubulin och bygger upp cellskelettet som ger cellen stöd och form. Mikrotubuli betyder "små rör" och det är så de ser ut i elektronmikroskop. Man kan hitta dem i celler eller som cellutskott. De består av proteinenheter kallade tubulin som var och en består av två proteiner. En spitaltrave av tretton underenheter bildar röret. 
Mikrotubuli bygger upp:
- centrioler
- cilier
- flageller[1]